# The Priests (album)
The Priests è l'album di debutto dell'omonimo gruppo cristiano. Nel dicembre del 2008 è entrato nel Guinness dei primati per il maggior numero di vendite di un album di debutto di musica classica, in così poco tempo.

## Tracce
| #            | Traccia                                            | Autore              | Durata |
| ------------ | -------------------------------------------------- | ------------------- | ------ |
| 1            | "Ave Maria"                                        | Franz Schubert      | 4:35   |
| 2            | "Mit Wurd und Hoheit Angetan (From Die Schopfung)" | Joseph Haydn        | 3:54   |
| 3            | "Panis Angelicus"                                  | César Franck        | 3:31   |
| 4            | "Irish Blessing"                                   | Bob Chilcott        | 2:57   |
| 5            | "Benedictus"                                       | Robat Arwyn         | 3:27   |
| 6            | "Plegaria (Los Tres Amores)"                       | F.M. Alvarez        | 3:54   |
| 7            | "Pie Jesu"                                         | Andrew Lloyd-Webber | 3:13   |
| 8            | "Hacia Belen"                                      | Traditional         | 2:44   |
| 9            | "Abide With Me"                                    | William Henry Monk  | 3:30   |
| 10           | "Ag Criost An Siol"                                | Sean O'Riada        | 3:38   |
| 11           | "Domine Fili Unigente (From Gloria)"               | Antonio Vivaldi     | 2:26   |
| 12           | "O Holy Night"                                     | Adolphe Adam        | 3:31   |
| 13           | "Ecce Sacerdos Magnus"                             | Edward Elgar        | 2:58   |
| 14           | "Be Still, My Soul"                                | Jean Sibelius       | 2:41   |
| Bonus tracks |                                                    |                     |        |
| 15           | "A Losa Behain"                                    | Sean O'Riada        | 2:11   |

## Classifica
| Classifica (2008-2009)        | Posizione più alta |
| ----------------------------- | ------------------ |
| Australian ARIA Albums Chart  | 6                  |
| Belgian Ultratop 50           | 7                  |
| Dutch Top 40                  | 2                  |
| Finland Albums Chart          | 2                  |
| Irish Albums Chart            | 1                  |
| French SNEP Albums Chart      | 35                 |
| New Zealand RIANZ Album Chart | 2                  |
| Norwegian Albums Chart        | 1                  |
| Spanish Albums Chart          | 7                  |
| Swedish Albums Chart          | 3                  |
| Swiss Albums Chart            | 48                 |
| Official Albums Chart         | 5                  |
| U.S. Billboard 200            | 66                 |